# Bruto Capitolino
El bruto Capitolino es un busto en bronce que representa a Lucio Junio Bruto. Esta pieza arqueológica data de los siglos IV y III a. C., por lo que se ha planteado mucho el origen de esta estatua, muchos estudiosos afirman que es una pieza propia del arte etrusco, pero otros la representan con el período de la República romana.La pieza se encuentra actualmente en los Museos Capitolinos.

## Historia
Se sabe con certeza que este busto se encontró en Roma durante el siglo XV, más tarde, Rodolfo Pio da Carpi, un mecenas italiano que tenía una de las colecciones más grandes de toda la ciudad se interesó en este busto de bronce, en 1564 esta obra de arte pasó a ser un objeto más dentro de la colección del erudito.A pesar de la fama de la escultura dentro de la ciudad de Roma, en 1790 Napoleón y sus tropas robaron varias obras de arte con la conquista de Italia, una de esas obras fue el Bruto Capitolino, que fue llevado a París, hasta que finalmente volvió en 1814 con la derrota de Francia en las Guerras Napoleónicas.
Durante los años posteriores, varios investigadores debatieron el origen del busto, comparando varias monedas de la época con la estatua, pero no dio resultado ninguno, dejando a este objeto a merced de las hipótesis y los rumores. A pesar de que el objeto está en muy buen estado, no se sabe mucho de su historia, y mucho menos de su verdadero significado.